# Lanat
Lanat (en llatí: Lanatus) era un nom de família de la gens Menènia, esmentada entre el 503 aC i el 376 aC, que van portar personatges distingits al començament de la república. Els primera Lanatus eren patricis, segurament cap al final de la monarquia dels Tarquinis, però després la família va esdevenir plebea.
Només van utilitzar el cognom Lanat (Lanatus). L'orador Ciceró parla d'una tribu romana de nom Menènia, i Appià d'un Meneni que va ser proscrit pels triumvirs l'any 43 aC i va ser lliurat de la mort per la devoció d'un dels seus esclaus.
Els principals membres de la família van ser:
- Agripa Meneni Lanat, cònsol el 503 aC.
- Tit Meneni Agripes Lanat, cònsol el 477 aC.
- Til Meneni Agripes Lanat, cònsol el 452 aC.
- Luci Meneni Agripes Lanat, cònsol el 440 aC.
- Agripa Meneni Agripes Lanat, cònsol el 439 aC, i el 419 aC i 417 aC tribú amb potestat consolar.
- Luci Meneni Lanat, quatre vegades tribú amb potestat consolar al segle IV aC.